# 하나와정 (아키타현)
하나와정(花輪町) 아키타현 가즈노군에 존재했던 정이다. 1972년 4월 1일 하나와정 및 가즈노군 도와다정, 오사리자와정, 하치만타이촌 등 4개 정·촌이 합병하여 가즈노시가 신설되고 폐지되었다.

## 교통

### 철도
- 일본국유철도 하나와선

### 도로
- 국도 282호

도호쿠 자동차도의 화환 서비스 지역이 소재하고 있지만 당시는 개통하지 않았다.